# Bate o Pé
Bate o Pé é o sétimo álbum de estúdio da dupla sertaneja brasileira Rionegro & Solimões. Foi lançado em 1999 pela Universal Music. O álbum recebeu da Pro-Música Brasil certificado de platina tripla, e chegou a marca de 1 milhão de cópias vendidas.
Bate o Pé foi a #89 canção mais tocada em 1999.

## Faixas
| N.º            | Título                 | Compositor(es)                         | Duração |  |
| 1.             | "Só Lembranças"        | Domiciano / Rionegro                   | 4:41    |  |
| 2.             | "Bate o Pé"            | Dermes / Rionegro                      | 2:52    |  |
| 3.             | "Casa Cheia"           | Pinocchio                              | 3:39    |  |
| 4.             | "Orvalho da Saudade"   | Pinocchio                              | 3:41    |  |
| 5.             | "Saudade Aperta"       | Pinocchio                              | 3:46    |  |
| 6.             | "Eu Menti"             | Domiciano / Rionegro                   | 3:18    |  |
| 7.             | "Brete da Solidão"     | Domiciano / Rionegro                   | 2:54    |  |
| 8.             | "Ô de Casa, Ô de Fora" | Alexandre / Pinocchio / Carlos Eduardo | 3:33    |  |
| 9.             | "Um Pouquinho de Você" | Rionegro / Toninho Mesquita            | 4:19    |  |
| 10.            | "Uai, Uai"             | Dermes / Eder Jr.                      | 3:15    |  |
| 11.            | "Ela Não Veio"         | Pinocchio                              | 3:37    |  |
| 12.            | "Eu Queria te Amar"    | Carlos Silva / Rionegro / Solimões     | 4:14    |  |
| 13.            | "Pororoca"             | Domiciano / Rionegro                   | 3:59    |  |
| 14.            | "Na Virada do 2000"    | Domiciano / Rionegro                   | 3:21    |  |
| Duração total: | Duração total:         | Duração total:                         | 51:15   |  |

## Músicos
- José Paulo Soares: guitarras e violões em "Só Lembranças", "Eu Queria Te Amar" e "Na Virada do 2000"
- Paulinho Coelho: guitarras em "Bate O Pé",  "Saudade Aperta", "Eu Menti", "Brete da Solidão" e "Ô De Casa, Ô De Fora", "Uai Uai", "Ela Não Veio", "Pororoca" e "Na Virada do 2000" e violões em  "Bate O Pé",  "Saudade Aperta", "Eu Menti",  "Bate O Pé", "Uai Uai", "Ela Não Veio" e "Pororoca"
- Luís Gustavo: baixo em todas, exceto "Casa Cheia", "Orvalho da Saudade", "Eu Menti" e "Um Pouquinho de Você"
- Albino Infantozzi: bateria em "Só Lembranças", "Saudade Aperta" e "Eu Menti"
- Maguinho: bateria em  "Bate O Pé", "Brete da Solidão" e "Ô De Casa, Ô De Fora", "Uai Uai", "Ela Não Veio", "Eu Queria Te Amar", "Pororoca" e "Na Virada do 2000"
- Beto Paciello: teclados "Pororoca" e "Na Virada do 2000"
- Pinocchio: acordeom em "Bate o Pé", "Casa Cheia", "Brete da Solidão" e "Ô De Casa, Ô De Fora", teclados em "Uai Uai" e "Ela Não Veio" e programação de teclado nas faixas "Casa Cheia" e "Orvalho da Saudade"
- Paulinho Texas: teclados nas faixas "Saudade Aperta" e "Eu Menti"
- Laércio da Costa: percussão em todas as faixas, exceto "Casa Cheia", "Orvalho da Saudade" e "Um Pouquinho de Você"
- Silvio Luís: rabeca em "Bate o Pé", "Brete da Solidão" e "Pororoca"
- Eduardo Gomes: rabeca em "Saudade Aperta" e "Eu Menti"
- Adriano Reis: rabeca em "Um Pouquinho de Você"
- Dominguinhos: acordeom em "Na Virada do 2000"
- Adair Torres: steel guitar em "Saudade Aperta" e "Eu Menti"
- Zé Vitor: viola caipira em "Uai Uai"
- Pedro Delarole: violino em "Só Lembranças" e "Eu Queria Te Amar"
- Márcio Nunes: violino em "Só Lembranças" e "Eu Queria Te Amar"
- Samuel P. Lima: violino em "Só Lembranças" e "Eu Queria Te Amar"
- Robson Rocha: violino em "Só Lembranças" e "Eu Queria Te Amar"
- Aramís A. Rocha: violino em "Só Lembranças" e "Eu Queria Te Amar"
- Ebenezer Florêncio: violino em "Só Lembranças" e "Eu Queria Te Amar"
- Arthur Huf: violino em "Só Lembranças" e "Eu Queria Te Amar"
- Dalton Nunes: violino spalla em "Só Lembranças" e "Eu Queria Te Amar"
- André Sanches: viola em "Só Lembranças" e "Eu Queria Te Amar"
- Valdeci Merquiori: viola em "Só Lembranças" e "Eu Queria Te Amar"
- Daniel Lessa: violoncelo em "Só Lembranças" e "Eu Queria Te Amar"
- Lara Ziggliati: violoncelo em "Só Lembranças" e "Eu Queria Te Amar"

Arranjos:
- José Paulo Soares: nas faixas "Só Lembranças", "Eu Queria Te Amar" e "Na Virada do 2000"
- Pinocchio: nas faixas "Bate o Pé", "Casa Cheia", "Brete da Solidão", "Ô De Casa, Ô De Fora", "Uai Uai", "Ela Não Veio" e "Pororoca"
- Paulinho Texas: "Saudade Aperta" e "Eu Menti"
- Adriano Reis e Toninho Mesquita: nas faixas "Um Pouquinho de Você"

## Ficha Técnica
- Direção Artística: Max Pierre
- Produção: Newton D'Ávila
- Gravado no Estúdio ArtMix por: Alexandre Russo e Cotô
- Assistentes de gravação: André D'Ávila e Edson Santos
- Mixado no Estúdio Mosh por: Luís Paulo Serafim
- Assistente de mixagem: Sandro Estevam
- Masterização no Estúdio Mosh por: Walter Lima
- Fotos: Chico Audi
- Projeto gráfico e edição eletrônica: Marcos Arthur (Academia de Ideias)
- Coordenação Gráfica: Gê Alves Pinto e Marcos Arthur

## Certificações
| País                       | Certificação | Data | Vendas certificadas |
| -------------------------- | ------------ | ---- | ------------------- |
| Brasil (Pro-Música Brasil) | 3× Platina   | 1999 | 1.000.000           |